# 印第安灣 (阿肯色州)
印第安灣（英語：Indian Bay）是位於美國阿肯色州門羅縣的一個非建制地區。該地的面積和人口皆未知。

## 地理
印第安灣的座標為34°22′58″N 91°04′01″W / 34.38278°N 91.06694°W，而該地的平均海拔高度為47米（即154英尺）。